# Atopsyche calopta
Atopsyche calopta is een schietmot uit de familie Hydrobiosidae. De soort komt voor in het Neotropisch en het Nearctisch gebied.